# Сообщник (фильм)
«Сообщник» (фр. Complices) — фильм 2009 года режиссёра Фридерика Мерму. Премьера картины состоялась на кинофестивале в Локарно 8 августа  2009 года.

## Сюжет
Венсан познакомился с Ребеккой в интернет-кафе в Лионе. Они решили встретиться ещё раз и обменялись телефонами. Через несколько дней парень признается, что он — хастлер, предоставляющий услуги гомосексуалам, с которыми знакомится через Интернет. Парень втягивает девушку в свои делишки. Через некоторое время тело Винсента было найдено в Роне, Реббека пропадает. Детективы начинают расследование обстоятельств преступления. Убийцей юноши оказывается вовсе не подозреваемый клиент, а его сутенёр — молодой парень, который всё время был тайно влюблён в Венсана и задушил его из ревности.

## В ролях
| Актёр          | Роль     |
| -------------- | -------- |
| Сирил Дескур   | Венсан   |
| Нина Мерисс    | Ребекка  |
| Эмманюэль Дево | детектив |
| Жереми Капон   | сутенёр  |
| Клара Понсо    | Лола     |
| Валери Ланг    | Лоран    |